# Copain (collection)
Pour les articles homonymes, voir Copain.

Copain est une collection d'ouvrages documentaires destinés à la jeunesse éditée par Milan Presse, filiale du groupe Bayard Presse.

## Description
En 1987, les éditions Milan publient l'ouvrage Copain des bois qui donnera naissance à la collection Copain qui compte plusieurs dizaines de titres. Ce premier volume sera réédité à de multiples occasions et reste le fer de lance de la collection, avec plus de 400 000 exemplaires vendus en 2000. Ce titre est illustré par Pierre Ballouhey qui participera à plusieurs autres titres de la collection. Copain des bois est signé de Renée Kayser qui collaborera en 1991 avec son mari Bernard Kayser sur le titre Copain des villes. 
La collection se destiné aux enfants à partir de 8 ans. 
En 1994, la collection est déclinée en une sous-série à destination des enfants à partir de 5 ans : Mon premier copain avec pour premier titre : mon premier copain des bois. 